# Luca Schuler (piłkarz)
Jan Luca Schuler (ur. 22 marca 1999) – niemiecki piłkarz występujący na pozycji napastnika. Od 2021 roku zawodnik klubu 1. FC Magdeburg.